# Scott-Marcondes Cesar-São José dos Campos/Saison 2008
Erfolge und Mannschaft des Teams Scott-Marcondes Cesar-São José dos Campos in der Saison 2008.

## Saison 2008

### Erfolge in der UCI America Tour
In den Rennen der Saison 2008 der UCI America Tour gelangen die nachstehenden Erfolge.
| Datum     | Rennen                                         | Kat. | Sieger        |
| 6. Januar | Copa América de Ciclismo                       | 1.2  | Nilceu Santos |
| 4. April  | Argentinische Meisterschaft – Einzelzeitfahren | NC   | Matías Médici |
| 20. April | 1. Etappe Volta do Estado de São Paulo         | 2.2  | Edgardo Simon |
| 21. April | 2. Etappe Volta do Estado de São Paulo         | 2.2  | Edgardo Simon |
| 22. April | 4. Etappe Volta do Estado de São Paulo         | 2.2  | Edgardo Simon |

### Zugänge – Abgänge
| Zugänge        | Team 2007                    | Abgänge        | Team 2008 |
| -------------- | ---------------------------- | -------------- | --------- |
| Edgardo Simon  | Serramenti PVC Diquigiovanni | Luiz Amorim    | Unbekannt |
| Jorge Giacinti | Neoprofi                     | Soelito Gohr   | Unbekannt |
| Renato Seabra  | Neoprofi                     | Márcio May     | Unbekannt |
| Breno Sidoti   | Neoprofi                     | Valcemar Silva | Unbekannt |

### Mannschaft
| Name                 | Geburtstag        | Nationalität |
| -------------------- | ----------------- | ------------ |
| Alex Diniz           | 20. Oktober 1985  | Brasilien    |
| Nilceu dos Santos    | 14. Juli 1977     | Brasilien    |
| Jorge Giacinti       | 21. Juni 1974     | Argentinien  |
| André Grizante       | 26. Dezember 1976 | Brasilien    |
| José Junior          | 20. November 1988 | Brasilien    |
| Matías Médici        | 29. Juni 1975     | Argentinien  |
| Fabrício Morandi     | 28. April 1981    | Brasilien    |
| Mauricio Morandi     | 28. April 1981    | Brasilien    |
| Magno Nazaret        | 17. Januar 1986   | Brasilien    |
| Pedro Nicácio        | 13. Oktober 1981  | Brasilien    |
| Daniel Rogelin       | 13. Oktober 1972  | Brasilien    |
| Renato Seabra        | 25. April 1978    | Brasilien    |
| Breno Sidoti         | 16. März 1983     | Brasilien    |
| Rafael Antonio Silva | 14. März 1983     | Brasilien    |
| Edgardo Simon        | 16. Dezember 1974 | Argentinien  |